# Vertrag von Franklin

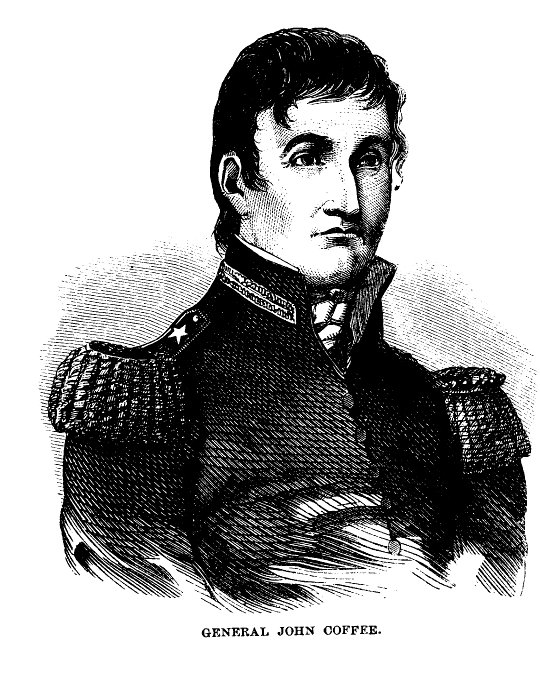
John R. Coffee, Verhandlungsführer und Unterzeichner des Vertrags

Der Vertrag von Franklin war ein zwischen den Chickasaw und den Vereinigten Staaten von Amerika geschlossener Landabtretungsvertrag. Er wurde am 31. August 1830 im Hiram Masonic Lodge No. 7 in Franklin, Tennessee unterschrieben. Die Verhandlungen wurden auf Seiten der Chicksaw von den indianischen Stammesführern des Rates, die Interessen der Vereinigten Staaten wurden durch Colonel John R. Coffee und den Kriegsminister John Henry Eaton vertreten.
Mit dem vorangegangenen Vertrag von Old Town aus dem Jahre 1818 hatten die Chickasaw sich bereits aus ihrem angestammten Territorium in Tennessee zurückgezogen. Durch den Abschluss des Vertrages von Franklin traten die Chickasaw ihr Siedlungsgebiet östlich des Mississippi River gegen die Zuteilung neuer Stammesgebiete im Indianer-Territorium im heutigen Oklahoma ab. Neben der Vereinbarung einer regelmäßigen Unterhaltszahlung an das Volk und der Zuteilung von Parzellen an die Stammesmitglieder sah eine der Vertragsbedingungen vor, dass der Vertrag erst nach Akquirierung eines passenden Gebietes gültig werden sollte. Nachdem sich die Suche nach neuen Gebieten durch Expeditionen der Chickasaw hinzog und sich die Lebensbedingungen der Chickasaw in Mississippi durch Diskriminierung und Verfolgung deutlich verschlechterten, wurden nach 1832 neue Verträge geschlossen. Mit dem Vertrag von Pontotoc von 1832, der dem Vertrag von Franklin zu Gültigkeit verhalf, und dem Vertrag von Washington von 1834 tauschten die Chickasaw die verbliebenen Stammesgebiete in der Region im Rahmen des Indian Removal Acts (Indianerumsiedlungsgesetz) endgültig gegen Land im Indianer-Territorium im heutigen Oklahoma ein. Im Zuge der als Pfad der Tränen beschriebenen Indianer-Umsiedlung verließen die Chickasaw um 1837 ihre angestammten Territorien in Tennessee, Mississippi und Alabama.
Das Gebäude, in dem der Vertrag unterzeichnet wurde, die neugotische Freimaurerloge Hiram Masonic Lodge No. 7, wurde im Jahre 1973 zum National Historic Landmark (Bedeutende historische Stätte) erklärt.